# Hillesheimita
La hillesheimita és un mineral de la classe dels silicats. Rep el nom de la localitat de Hillesheim, a Alemanya, on es troba la seva localitat tipus.

## Característiques
La hillesheimita és un fil·losilicat de fórmula química (K,Ca,Ba,◻)₂(Mg,Fe,Ca,◻)₂[(Si,Al)13O23(OH)₆](OH)·8H₂O. Va ser aprovada com a espècie vàlida per l'Associació Mineralògica Internacional l'any 2011, sent publicada per primera vegada el 2012. Cristal·litza en el sistema ortoròmbic. La seva duresa a l'escala de Mohs és 4.

## Formació i jaciments
Va ser descoberta a la pedrera Graulay, situada a la localitat de Hillesheim, al districte de Vulkaneifel (Renània-Palatinat, Alemanya), on es troba en forma de cristalls aplanats en cavitats miarolítiques en basalt alcalí. També ha estat descrita a la pedrera Vispi, a la localitat de San Venanzo, dins la província de Terni (Úmbria, Itàlia). Aquests dos indrets són els únics de tot el planeta on ha estat descrita aquesta espècie mineral.